# 甲佐町立龍野小学校
甲佐町立龍野小学校（こうさちょうりつ たつのしょうがっこう）は、熊本県上益城郡甲佐町にある小学校。竜野小学校と表記していた時期もある。

## 沿革
- 1889年（明治22年） - 上早川小学校、下横田小学校が合併し凌雲小学校創立
- 1894年（明治27年） - 龍野尋常小学校と改称
- 1911年（明治42年） - 龍野尋常高等小学校と改称
- 1941年（昭和16年） - 龍野国民学校と改称
- 1947年（昭和22年） - 甲佐町立龍野小学校と改称